# بدی بووال
بدی بووال (انگلیسی: Bedi Buval؛ زادهٔ ۱۶ ژوئن ۱۹۸۶) بازیکن فوتبال اهل فرانسه است.
از باشگاه‌هایی که در آن بازی کرده‌است می‌توان به باشگاه فوتبال کارل زایس ینا، باشگاه فوتبال راندرس، باشگاه فوتبال آکادمیکا، باشگاه ورزشی اولیاننسه، باشگاه فوتبال لخیا گدانسک، باشگاه فوتبال پاسوژ د فریرا، باشگاه فوتبال بولتون واندررز، باشگاه فوتبال پانیونیوس، باشگاه فوتبال وایله بلدکلوب، باشگاه فوتبال فیرنسی، باشگاه فوتبال ستاره سرخ، و باشگاه ورزشی گوزتپه اشاره کرد.
وی همچنین در تیم ملی فوتبال مارتینیک بازی کرده‌است.